# Draad (hout)

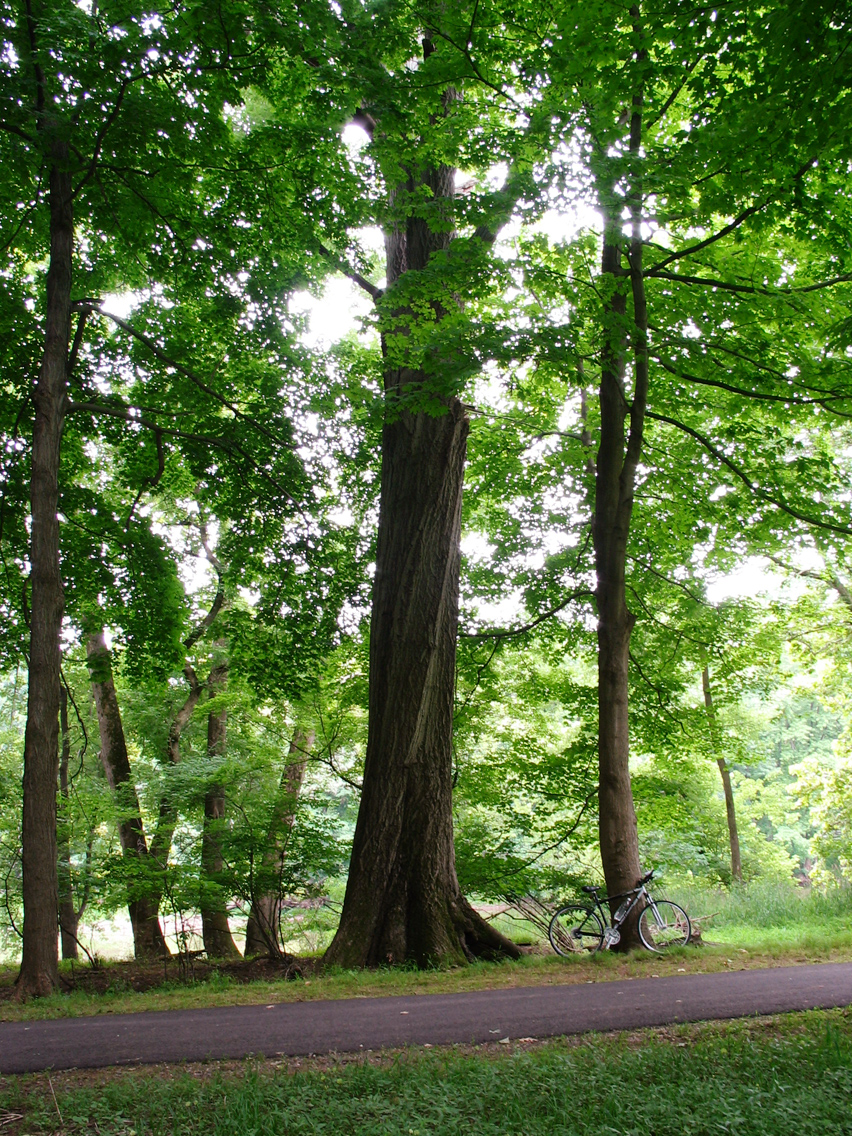
Amerikaanse eik met draaigroei

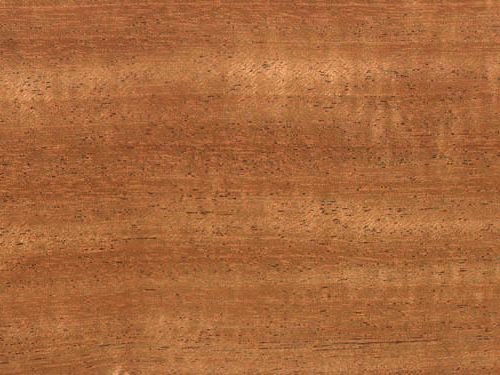
Khaya mahonie met kruisdraad

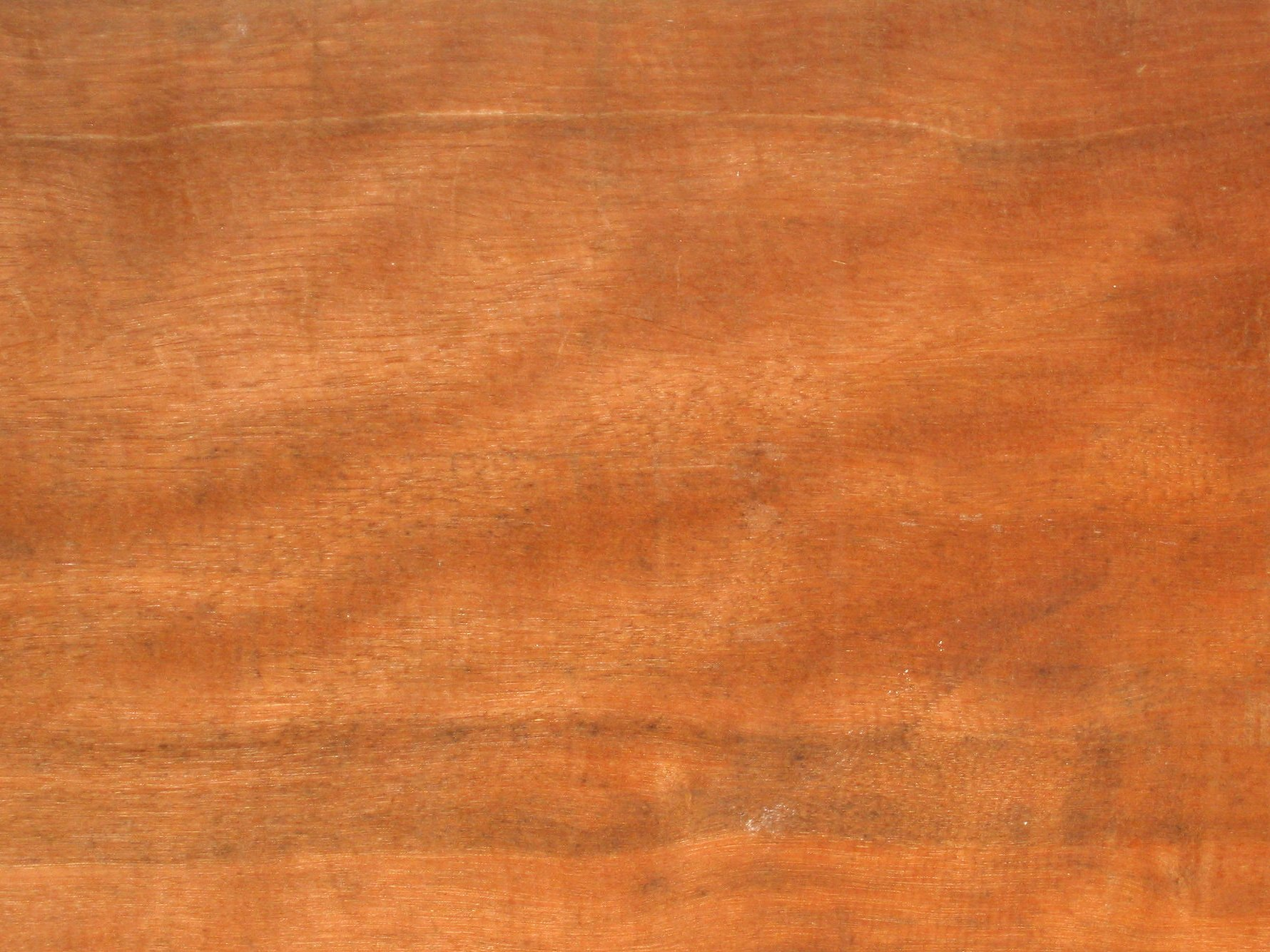
Bilinga, door het niet-kwartierse vlak is de kruisdraad hier niet zo goed te zien

Onder de draad van hout, niet te verwarren met de nerf van hout, verstaat men de interne richting van het hout. In de regel gaat het om de richting waarin de elementen van het hout, vooral de lengte-elementen, gerangschikt zijn ten opzichte van de lengteas van de boom. Draadrichting kan zichtbaar zijn op de langsvlakken van hout, dus op een vlak dat evenwijdig loopt met de as van de boom.
Vaak loopt de draad nagenoeg evenwijdig aan de as. Zulk hout noemt men rechtdradig. Er komen ook andere vormen voor:
- Draaigroei: de draad loopt schroefvormig om de as. Bij een plank uit zo'n stam gezaagd "verloopt" de draad. Draaigroei veroorzaakt vaak scheluw trekken van de planken.
- Kruisdraad: als de draad regelmatig wisselt van linksom naar rechtsom. Bij het bewerken van het hout moet hier rekening mee gehouden worden: in sommige richtingen is zulk hout lastig te splijten of glad te schaven. Dit komt bij veel tropische houtsoorten voor, zoals bij sapeli, azobé, bangkirai. Hout hiervan dat in kwartier wordt gezaagd en gesneden fineer levert vaak een zeer fraai streepeffect op na schuren en lakken van het hout.
- Warrige draad: de draad is warrig. De opbouw van de houtelementen is grillig en weinig regelmatig.  Zulk hout is in geen enkele richting goed te splijten, zoals bij pokhout. Warrigheid komt ook voor bij kwasten, in takvorken en oksels en in zogenaamde wortelknollen. Wortelnoten fineer geeft hierdoor een fraaie tekening na afwerking ervan.
- Golvende draad: de vezels hebben een golvend verloop en slingeren in één vlak heen en weer (meestal het tangentiale vlak). Als dit hout door het hart van de boom gespleten wordt dan is het radiale vlak het uiterlijk van een soort wasbord zichtbaar. Na gladschaven lijken de golven er nog steeds te zijn. Het licht wordt zodanig teruggekaatst, dat een overdwars streepeffect zichtbaar is. Op muziekinstrumenten is een dergelijke tekening vaak goed te zien, bijvoorbeeld op de achterkant van een viool. Het daarvoor gebruikte esdoorn vertoont een "moiré"-tekening. Het komt ook voor bij berken, essen, jarrah, noten, kastanje, makoré en meer.

Voor houtbewerking kan het zinnig zijn om rekening te houden met de draad van een bepaald stuk hout, ook als dat voortkomt uit de manier van zagen, of ander optreden van de mens. Rond een kwast zal de draad in de regel wisselen.